# 996

996(구백구십육)은 995보다 크고 997보다 작은 자연수다.

## 수학
- 합성수로, 그 약수는 총 12개다. (1, 2, 3, 4, 6, 12, 83, 166, 249, 332, 498, 996)
  - 996의 진약수의 합은 1356이므로, 996은 과잉수다.
  - 가장 큰 세 자리 과잉수다.
- 89번째 불가촉수이자, 가장 큰 세 자리 불가촉수다. 앞의 불가촉수는 982, 다음은 1002이다.
- {\displaystyle 996=1^{2}+9^{2}+17^{2}+25^{2}}
  - 공차가 8인 네 자연수의 제곱합으로 나타낼 수 있는 가장 작은 수다. 이 성질을 지닌 다음 수는 1104다.

## 과학·기술
- NGC 996(영어판): 안드로메다자리 방향에 있는 타원은하.
- 996 힐라리타스(영어판): 소행성.
- 포르쉐 996: 1997년부터 2006년까지 사용된 포르쉐 911 모델의 내부 표기.

## 교통
- 996번 홋카이도도(일본어판)

## 군사
- 996형 레이더(일본어판)
- U-996(독일어판): 제2차 세계 대전에 사용될 예정이었던 나치 독일의 군용 잠수함. 함부르크 공습으로 인해 손상되어 폐기되었다.

## 문화유산
- 대한민국의 보물 제996호: 영주 비로사 석조아미타여래좌상, 영주 비로사 석조비로자나불좌상

## 방송
- 지니 TV의 투니버스 채널 번호.
- LG헬로비전의 ENA 채널 번호.

## 기타
- 연도: 996년, 기원전 996년